# Los Angeles Blaze 2020
Questa voce raccoglie le informazioni riguardanti i Los Angeles Blaze nelle competizioni ufficiali della stagione 2020.

## Stagione
I Los Angeles Blaze partecipano allo NVA Showcase, raggiungendo gli ottavi di finale nel torneo, tenutosi in seguito alla cancellazione del torneo NVA a causa della pandemia di COVID-19 negli Stati Uniti d'America.

## Organigramma societario
Area direttiva
- Presidente: Cynthia Buggs

Area tecnica
- Allenatore: Hong Zhou

## Rosa
| N° | Nome               | Ruolo | Data di nascita   | Nazionalità sportiva |
| -- | ------------------ | ----- | ----------------- | -------------------- |
| 1  | Alvin Truong       | S     | -                 | Stati Uniti          |
| 3  | Christopher Cons   | P     | -                 | Stati Uniti          |
| 5  | Wilfredo Rivera    | L     | 5 febbraio 1998   | Porto Rico           |
| 6  | Andrew Pearson     | S     | -                 | Stati Uniti          |
| 7  | Pablo Guzmán       | S     | 2 giugno 1987     | Porto Rico           |
| 8  | Wilson Martir      | S     | -                 | Porto Rico           |
| 9  | Michael Vellutato  | P     | -                 | Stati Uniti          |
| 11 | Ricardo Massanet   | L     | 11 gennaio 1998   | Porto Rico           |
| 12 | Pedro Nieves       | C     | 29 giugno 1993    | Porto Rico           |
| 14 | Jonathan Rodríguez | C     | 16 settembre 1997 | Porto Rico           |
| 15 | Joseph Cuevas      | O     | 9 maggio 1990     | Porto Rico           |
| 20 | Greg Faulkner      | S     | 30 luglio 1992    | Stati Uniti          |
| 23 | Victor Villarreal  | C     | -                 | Stati Uniti          |
| 24 | Marques Buggs      | S     | -                 | Stati Uniti          |
| 27 | Charles Belvin     | O     | 14 settembre 1996 | Stati Uniti          |
| 33 | Dashaun Graham     | C     | -                 | Stati Uniti          |

## Statistiche

### Statistiche di squadra
| Competizione | Punti | In casa | In casa | In casa | In trasferta | In trasferta | In trasferta | Totale | Totale | Totale |
| Competizione | Punti | G       | V       | P       | G            | V            | P            | G      | V      | P      |
| ------------ | ----- | ------- | ------- | ------- | ------------ | ------------ | ------------ | ------ | ------ | ------ |
| NVA Showcase | 1     | 0       | 0       | 0       | 0            | 0            | 0            | 4      | 0      | 4      |
| Totale       | -     | 0       | 0       | 0       | 0            | 0            | 0            | 4      | 0      | 4      |

G = partite giocate; V = partite vinte; P = partite perse